# 225250 Georgfranziska
225250 Georgfranziska è un asteroide della fascia principale. Scoperto nel 2009, presenta un'orbita caratterizzata da un semiasse maggiore pari a 2,3305119 UA e da un'eccentricità di 0,2430205, inclinata di 4,97515° rispetto all'eclittica.
L'asteroide è dedicato ai coniugi e mecenati tedeschi Georg e Franziska Speyer.